# Rupes Cauchy

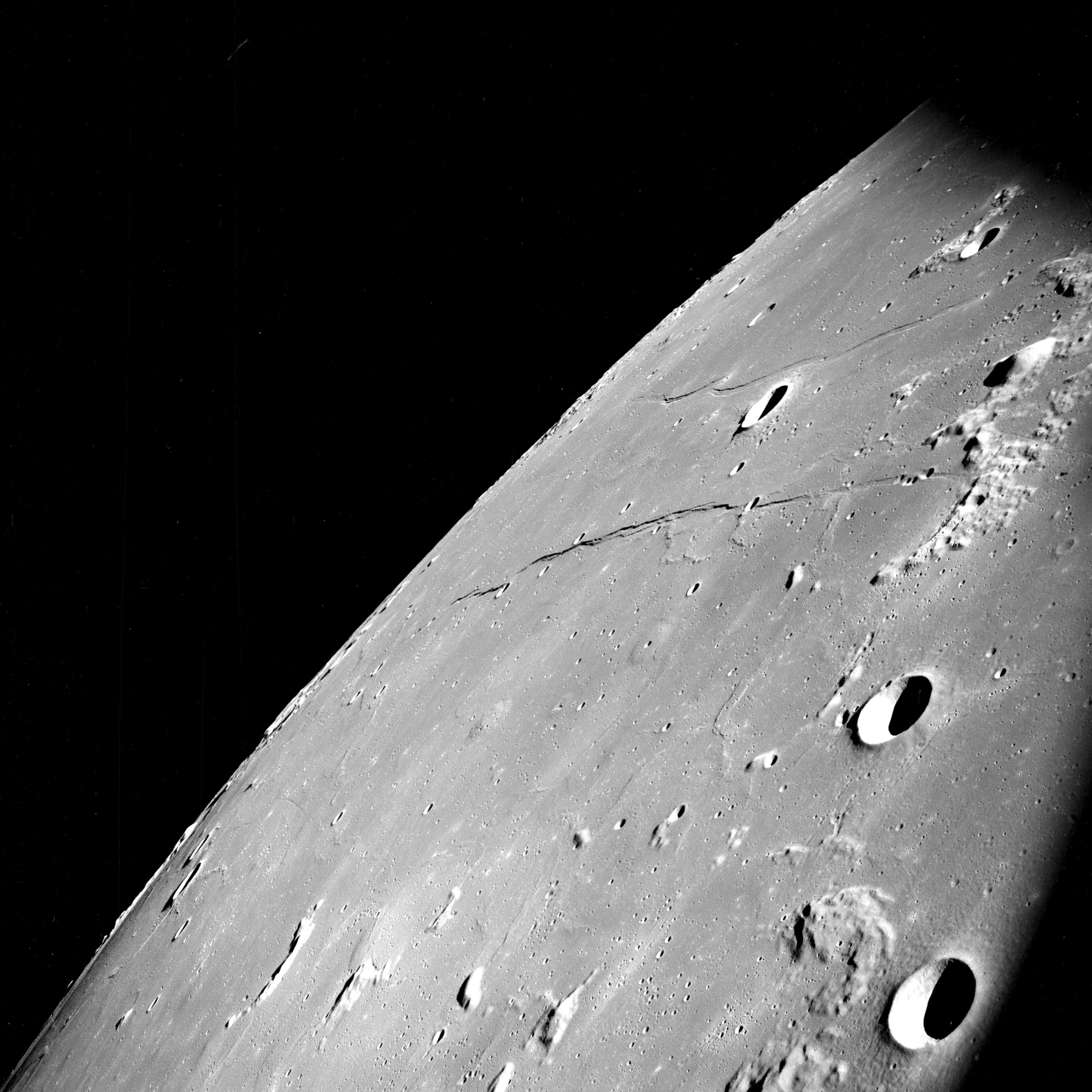
Rupes y rima Cauchy. Al sur también pueden observarse los domos Cauchy Omega y Cauchy Tau. Foto: Apolo 8.

Rupes Cauchy es una escarpadura de la Luna situada en el noreste del Mare Tranquillitatis y en las proximidades del cráter Cauchy, del cual toma el nombre. Dicho nombre procede del matemático francés Augustin Louis Cauchy.
La escarpadura tiene 169.85 km de largo y una anchura aproximada de 3 km, encontrándose flanqueada por diversos cráteres de pequeño tamaño. Esta especie de acantilado o cañón es probablemente una falla producida por el enfriamiento de la lava que invadió el Mare Tranquillitatis. Su origen podría estar relacionado geológicamente con la rima Cauchy, una grieta de 167 km que está situada en las inmediaciones y que discurre de forma paralela a ella.
Al sur de Rupes Cauchy se encuentran los domos  Cauchy Omega y Cauchy Tau, ambos con un diámetro de 12 km, el primero de ellos tiene un orificio en su cumbre (cráter Donna), lo que parece delatar su origen volcánico.
El nombre Rupes Cauchy fue aprobado por la Unión Astronómica Internacional en 1964.